# Byzance
Pour les articles homonymes, voir Byzantium (homonymie).
Byzance (en grec ancien : Βυζάντιον / Buzántion, en latin Byzantium) est une ancienne cité grecque, capitale de la Thrace, située à l'entrée du Bosphore, qui a été renommée Constantinople en 330 apr. J.-C. et Istanbul en 1930.
Elle est devenue la capitale de l'Empire romain, puis de l'Empire romain d'Orient et enfin de l'Empire ottoman après la chute de Constantinople en 1453.

## Fondation de la cité

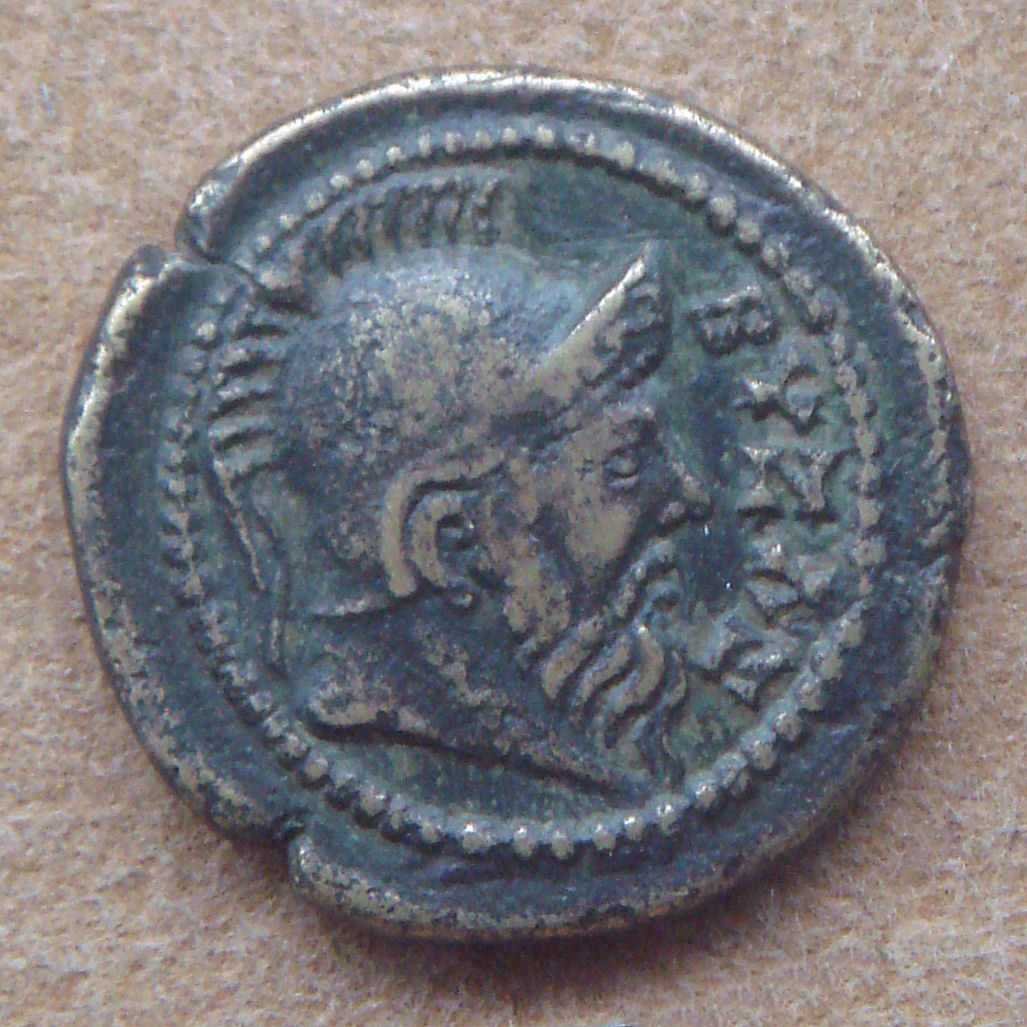
Pièce de monnaie représentant Byzas.

La plupart des sources antiques tardives attribuent la fondation légendaire de Byzance à Byzas au sujet duquel il existe de nombreuses légendes. Selon l'une d'elles rapportée au VIe siècle par Étienne de Byzance, Byzas était le fils de Poséidon et Céroessa, elle-même fille de Zeus et d'Io.
Il est généralement admis que la cité est une colonie mégarienne, comme semblent l'attester l'utilisation du dialecte dorien, la présence de divinités communes ainsi que l'iconographie des types monétaires en usage dans la cité du Bosphore. Mais il est vraisemblable que le contingent des œcistes (les fondateurs) ait également été composé de groupes de colons originaires d'Argolide, de la Béotie, de Carystos et peut-être de Corinthe.
Eusèbe de Césarée avance, dans sa Chronique, une date précise pour la fondation de la cité : « la troisième année de la trentième olympiade », ce qui donnerait 659-658 av. J.-C., une chronologie relative qui permet d'envisager une fondation au cours de la première moitié du VIIe siècle av. J.-C..
Diodore, quant à lui, mentionne sommairement la cité alors qu'il narre l'épopée des Argonautes, dans sa Bibliothèque historique (IV, 49, 1) :

« Arrivés au détroit de la mer du Pont, les Argonautes mirent pied à terre dans un pays dont Byzas était alors roi, et qui a laissé son nom à la ville de Byzance. »

Velleius Paterculus (II, 15) attribue la fondation de la ville aux Milésiens et Ammien Marcellin (XXI, 8) aux habitants de l'Attique. Ces deux dernières explications ne sont plus acceptées.
Le toponyme dériverait du verbe grec buzō qui signifie « resserrer ». Il serait une allusion à la physionomie du Bosphore qui est bien un « passage (poros) resserré (buzō) ». Cependant, l'influence thrace est également probable, le toponyme pourrait dériver de l'onomastique locale : il signifierait alors rivage, bordure.

## Périodes archaïque, classique et hellénistique
Byzance contrôlait le commerce de la mer Noire. Selon Polybe, la Grèce en retirait du cuir, des esclaves, du miel, de la cire et des salaisons, et lui donnait en échange de l'huile et du vin. Malgré cette prospérité, il fait un triste tableau des extrémités auxquelles la ville était souvent réduite. Entourée de peuplades ennemies de la Thrace, elle était sans cesse exposée à leurs incursions, et voyait son territoire ravagé et les produits de son sol détruits ou pillés par les barbares, dont la tribu des Astes, basés à Bizyè. Quoique située au milieu des barbares, Byzance était considérée comme grecque, d'après son origine et ses mœurs. C'était une des cités helléniques de l'Hellespont. Sa position avantageuse à l'entrée du Bosphore, dont elle était la clé, lui conférait le rôle d'entrepôt du monde grec, car elle était une étape incontournable pour les navires chargés du blé du Pont-Euxin. Sa fonction de verrou de la région du Bosphore — et par extension de la route du blé pontique — explique qu'Athènes et Sparte se soient disputés son alliance, et que les princes qui voulurent abattre ces puissances et exercer une influence sur la Grèce aient cherché à s’assurer sa possession. Byzance, dont l'histoire particulière est aussi peu connue que les autres petits États de la Grèce, possédait cependant un grand rôle politique au IVe siècle av. J.-C.
Les Ioniens, vassaux du roi de Perse Darius, prennent la ville en -504. Elle est prise à nouveau par Otane, un des généraux de Darius. Pausanias s’empare de la ville après le siège de Sestos en -478.
Une grande chute de poussière noire à Byzance en 472 av. J.-C., peut-être le résultat d’une explosion aérienne à haute altitude, est documentée par Procope, Ammien Marcellin, Théophane, entre autres.
Dans la révolte de Samos en -439, Byzance suit le destin de cette ville; révoltée contre les Athéniens dont elle était tributaire, elle retombe en leur pouvoir après un siège opiniâtre de neuf mois. À cette époque, la ville s'organisait autour de son acropole grecque, éminence actuellement enclose dans les murs du Vieux Sérail, dans le quartier du Bayezid. Elle était protégée par des fortifications qui comportèrent d'abord un mur byzantin, puis un mur grec.
Pendant la guerre du Péloponnèse, Byzance, en proie aux deux factions qui soutenaient les intérêts de Sparte et d’Athènes, est soumise (avec les autres villes de l'Hellespont) à l'influence de ces deux puissances tour à tour victorieuses. D'abord, elle est subjuguée par les succès de Sparte, puis prise par Alcibiade en -408. Enfin, après la bataille d'Aigos Potamos et la prise d'Athènes, qui mirent fin à la guerre du Péloponnèse, elle est forcée par le Spartiate Lysandre de renvoyer la garnison athénienne, et de recevoir, comme toutes les villes de la Grèce, un commandant lacédémonien ou harmoste, investi à la fois de l'autorité civile et militaire.
Cléandre était harmoste à Byzance, lorsque les Dix-Mille qui s’étaient engagés au service de Cyrus le Jeune contre son frère Artaxerxès II, ayant traversé, après mille dangers, une partie de l'Asie sous la conduite de Xénophon, arrivèrent sur les côtes de la Bithynie en face de Byzance en -399. Anaxibios, commandant de la flotte lacédémonienne, à la sollicitation d'Artaxerxès II, avait engagé les Grecs à passer le détroit, leur promettant la paye qui leur était due ainsi que des vivres lorsqu'ils seraient à Byzance ; mais à leur approche, il fit fermer les portes de la ville. Irrités de cette perfidie, les Grecs brisèrent les portes et entrèrent dans la ville : seul Xénophon la sauva du pillage et il résista à ceux qui le pressaient de prendre possession de Byzance et de ses richesses. Peu après, Cléandre est remplacé par Cyzique Aristarque.
Liguée avec Rhodes et Chios, Byzance s'était affranchie du joug despotique d'Athènes en -364. Après une période de la guerre sociale, où Charès tente de la faire rentrer dans le rang en -357, Athènes est forcée de reconnaître son indépendance en -355. Peu de temps après éclate la troisième guerre sacrée. Philippe II, roi de Macédoine, briguant l'hégémonie sur tous les États de Grèce, essaie de s'emparer de Byzance en -340 ; mais après un long siège, il est forcé par le général athénien Phocion à battre en retraite l'année suivante. C'est durant ce siège qu'une légende place l'intercession d'Hécate, qui agita des torches en pleine nuit et découvrit les troupes de Philippe. Réveillés par les aboiements des chiens de la cité qui réagissaient au prodige, les soldats de Byzance se seraient alors défendus victorieusement contre l'attaque macédonienne. Au cours du règne (336-323 av. J.-C.) d'Alexandre le Grand, fils de Philippe II, Byzance fut contrainte de reconnaître la suzeraineté macédonienne, mais elle reprit son indépendance sous les successeurs d'Alexandre le Grand.
En 279 av. J.-C., une expédition gauloise, ayant pénétré jusqu'en Thrace sous la conduite de Comontorius, vint s'établir dans les environs de Byzance et réduisit ses habitants aux dernières extrémités. Pour racheter leurs terres des ravages dont les menaçaient les barbares, ils durent leur payer près de dix mille pièces d'or  et un tribut annuel de 80 talents, jusqu'à l’époque où les Gaulois furent exterminés par les Thraces. Pour subvenir à ces charges, les Byzantins avaient imaginé de percevoir un droit sur la navigation du Bosphore, ce qui les mena en -220 à une guerre contre Rhodes, consignée par Polybe.

### Liste des tyrans de Byzance
- 403 av. J.-C.-401 av. J.-C. : Cléarque (mort en 401 av. J.-C.).

## Période romaine

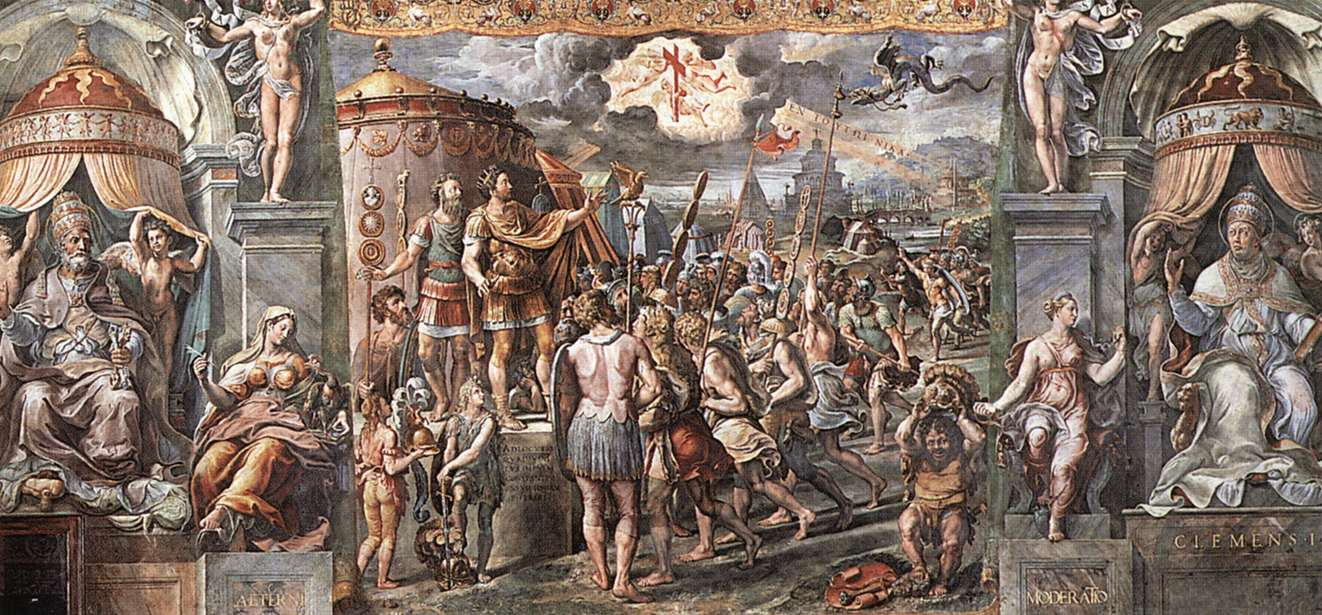
L'apparition de la Croix à Constantin (atelier de Raphaël, v. 1520, Vatican, Chambre de Constantin). En arrière, les bâtiments sont inspirés de Rome (pyramide de Cestius, château Saint-Ange)'.

Comme toute la Grèce, Byzance subit la tutelle de Rome à partir du Ier siècle. La cité connaît alors un certain déclin, même si le thème de la pauvreté des cités grecques d'Asie est un lieu commun concernant cette époque. La correspondance de Trajan avec Pline le Jeune au début du IIe siècle semble cependant décrire une cité développée et cosmopolite, par la masse des voyageurs qui se pressent dans les ports et sur les marchés. La période antonine constitue un apogée économique au milieu du IIe siècle, bien que la cité ne renoue pas avec sa splendeur passée. L'absence d'un grand nombre de cités importantes en Thrace justifie probablement la politique des empereurs du IIe siècle qui vise à urbaniser l'intérieur de cette province considérée comme très vaste et surtout sauvage. Vieille fondation grecque, Byzance apparaît alors comme un des pôles d'hellénisme local (avec Périnthe, notamment). Les empereurs semblent veiller à la prospérité de ces cités littorales au IIe siècle.
Tout bascule à l'issue de la guerre civile qui suit l'assassinat de Commode fin 192. À cette époque, les Byzantins ayant probablement pris le parti de soutenir Pescennius Niger contre Septime Sévère, ce dernier vient les assiéger. Après un siège de trois ans, mémorable par l'habileté et l'opiniâtreté de l'attaque, et surtout de la défense, les Byzantins se rendent en 195. Le vainqueur, irrité, fait massacrer la garnison et les magistrats, démantèle la cité, la dépouille de tous ses privilèges et la laisse à l'état de simple bourgade, la soumettant, avec tous ses territoires, à la cité voisine et rivale de Périnthe, sa métropole jusqu'à Constantin Ier. Sévère laissa Byzance dans un tel état de ruine et de désolation que, selon Dion Cassius, historien contemporain qui la visita à cette époque, on aurait pu penser qu'elle avait été prise non par les Romains, mais par les barbares. Cependant, peu de temps après, l'empereur, à la demande de son fils Caracalla, adoucit la punition de Byzance : il en fit rebâtir une grande partie, l'embellit même de nouveaux monuments et la renomma Antoninia, du surnom d'Antoninus pris par Caracalla. Le nouveau nom n'eut guère de succès et à peine Caracalla était-il mort que la cité reprit son nom originel.
Le IIIe siècle est une période peu documentée de l'histoire de la cité, même si les sources habituelles telles que Dion Cassius, Hérodien et l'Histoire Auguste y font parfois référence. La cité se trouve souvent sur le chemin des diverses expéditions contre les Parthes, puis contre leurs successeurs, les Perses, menées par les empereurs. Elle conserve son privilège de frappe monétaire jusqu'au règne de Gallien, qui le lui ôte ainsi qu'à nombre d'autres cités. Ce privilège longtemps conservé se présente comme un témoignage de l'importance relative de la cité.
Le rôle de la cité s'entoure de mystère durant l'épisode des raids gothiques (dès 238). Dépouillée de ses célèbres remparts depuis 196, Byzance semble sans défense contre les expéditions des barbares venus par la Thrace et par le Bosphore. Pourtant, elle est peu, voire nullement affectée par ces razzias, à l'inverse de beaucoup de cités de la Propontide. (De ce fait, il n'est pas exclu que la cité conclut quelque arrangement avec les envahisseurs.)
Enjeu de pouvoir dans les luttes entre tétrarques, Byzance prend successivement le parti de Maximin II Daïa et celui de Licinius jusqu’à ce que Constantin Ier reste unique empereur, en 324. Dès lors, Byzance ne s'appartient plus, elle est acquise au projet de recentrage géographique de l'Empire concrétisé par Constantin. Entre 324 et 330, celui-ci donne carte blanche à ses équipes d'architectes et de décorateurs pour embellir la vieille cité grecque et lui donner rang de résidence impériale. C'est ainsi que la cité en chantier s'orne de nombre d’œuvres d'art sélectionnées et acheminées de toutes les provinces de l'Empire. Le 11 mai 330, la cérémonie de dédicace entérine la création de la ville de Constantin : Constantinopolis / Constantinople.

## Constantinople après Byzance
C'est depuis Hieronymus Wolf (1557) que l'on parle d'« histoire de l'Empire byzantin » et de « Byzantins » pour désigner l'Empire romain d'Orient et ses habitants après 330. Jamais les intéressés n'auraient songé à s'appeler ainsi eux-mêmes. C'est une invention de l'historiographie humaniste occidentale, engagée dans la réhabilitation des valeurs philosophiques de l'Antiquité, et qui, ne pouvant s'en prendre directement au dogmatisme de l'Église catholique, s'en prit au « césaropapisme » de Byzance[non neutre]. Cette terminologie ne s'est imposée qu'au XVIIe siècle : Montesquieu, par exemple, l'employait. Mais ce combat eut un effet pervers en donnant de Byzance la vision d'un Empire figé dans son dogmatisme, intolérant et corrompu, tandis que son héritage scientifique, philosophique et littéraire est intégralement attribué aux Arabes, comme si l'intermédiaire byzantin n'avait jamais existé.
Quelles que fussent leurs langues maternelles, les « Byzantins » se sont désignés par le terme « Romaioi » (Ρωμαίοι), c'est-à-dire « Romains », car à leurs yeux l'Empire romain avait perdu l'Occident, mais continuait en Orient. On retrouve le terme chez les Musulmans, qui parlent de « Roumi » et désigne le « Sultanat de Roum » (ou Rûm), État que les Seldjoukides ont constitué sur des territoires gagnés sur les Byzantins, un « sultanat des romains » en quelque sorte.
Quant à la capitale de l'empire, elle s'appelait officiellement Constantinople (en grec Konstantinoupolis, c'est-à-dire : « la ville (polis) de Constantin »), mais ses habitants disaient simplement « polis » (= la ville), d'où le nom turc « Istanbul », une déformation du terme grec eis tên polin [prononciation is tin bolin] soit « à la ville » ou «  dans la ville ». Les Slaves, qui admiraient la cité, l'appelaient Tsargrad « la ville (grad) de César (tsar) » (« César » étant l'un des titres honorifiques porté par les empereurs romains).

## Postérité
Si, dans une perspective historique et archéologique, les termes « Byzance » et « byzantin » sont réservés à la cité grecque et romaine antérieure à Constantinople, en revanche dans la culture populaire contemporaine, ils désignent tout ce qui se réfère à l'Empire romain d'Orient, appelé « byzantin » par Hieronymus Wolf en 1557 et par les historiens modernes à partir du XIXe siècle.
Ainsi l’expression « c'est Byzance ! » fait référence à la richesse de l'Empire et donne une idée d'abondance et d'opulence, voire de luxe.
On parle aussi de « complexité byzantine » pour désigner un discours ou une pensée très alambiqués ou embrouillés, en référence aux institutions de l'Empire byzantin qui empilaient les réformes et les lois que seule une bureaucratie pléthorique savait débrouiller. Cette expression est à comparer avec celle de « querelle byzantine », en référence aux disputes sur le « sexe des anges »[réf. nécessaire].

### Sources
- Ange de Saint-Priest, Encyclopédie du dix-neuvième siècle, 1844, lire en ligne. (Vieilli).
- Louis Bréhier, Dictionnaire d'histoire et de géographie ecclésiastique, entrée « Byzance ».
- André Stratos, Byzance au VIIe siècle. L'empereur Heraclius et l'expansion arabe, Lausanne, La Guilde du Livre, 1976.